# Старогнатовка
Старогна́товка (укр. Старогнатівка) — село, входит в состав Старогнатовского сельского совета Волновахского района Донецкой области, до 11 декабря 2014 года входило в Тельмановский район.

## Общие сведения
Население по переписи 2001 года составляло 2100 человек.
Почтовый индекс — 87110. Телефонный код — 6279.

## История
Основано в 1782 году переселенцами из крымских городов Бахчисарай и Карасубазар.
По данным на 1859 год в казённом селе Гнатовка (Дубовка, Гурджиев) Мариупольского греческого округа Александровского уезда Екатеринославской губернии проживало 2490 человек, насчитывалось 420 дворовых хозяйств, была православная церковь.
По состоянию на 1886 год  в греческой колонии Гнатовка, Мариупольского уезда Екатеринославской губернии, проживало 3339 человек, насчитывалось 566 дворовых хозяйств, была православная церковь, школа, земская почтовая станция, земская больница, 2 лавки и винный склад, происходили ежегодные ярмарки.
Согласно переписи населения Российской империи 1897 года число жителей уменьшилось до 2904 человек, из которых 2882 были православными.
В 1908 году в греческом поселении Старогнатовка проживало 3692 человека, насчитывалось 688 дворовых хозяйств.

### С 2014
В 2014 году село переподчинено Волновахскому району.
В ночь с 9 на 10 августа 2015 года в районе Старогнатовки прошли столкновения между ДНР и Украиной.

## Известные люди
- Борота, Виктор Степанович
- Давыдов, Марк Тимофеевич